# Gołkowice Dolne

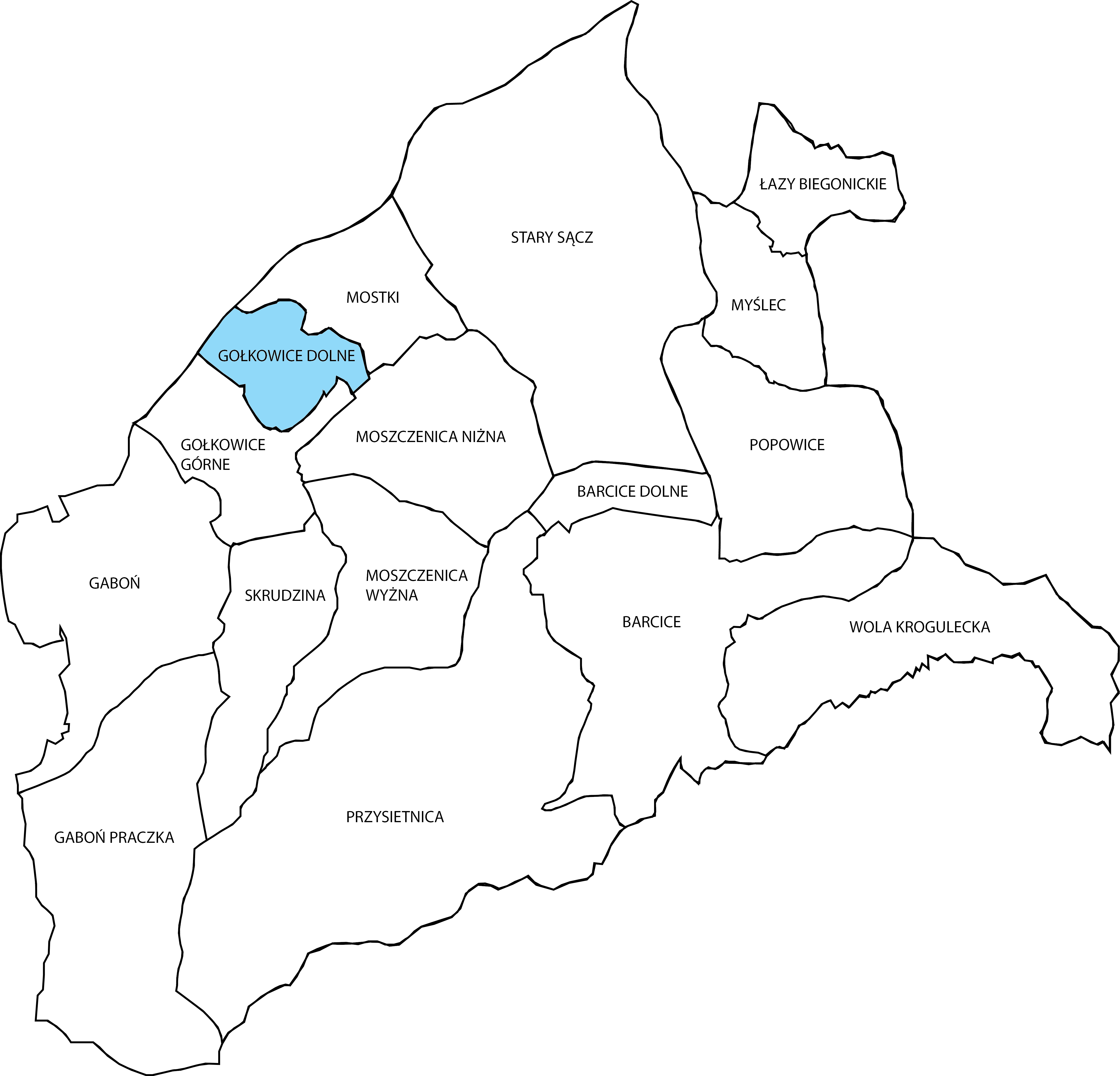
Granice sołectwa Gołkowice Dolne

Gołkowice Dolne (do 29 maja 1953 Gołkowice Niemieckie) – wieś, sołectwo w Polsce, położona w województwie małopolskim, w powiecie nowosądeckim, w gminie Stary Sącz w południowo-zachodniej krawędzi Kotliny Sądeckiej w dolinie Dunajca.
Graniczy z Mostkami, Moszczenicą Niżną, Gołkowicami Górnymi oraz Naszacowicami (gmina Podegrodzie).
Wieś duchowna Gołkowice położona była w drugiej połowie XVI wieku w powiecie sądeckim województwa krakowskiego.
Nazwa wsi wywodzi się od jej założyciela Gołka. Według innej wersji od miejscowej odmiany pszenicy zwanej gołka.

## Integralne części wsi
| SIMC    | Nazwa     | Rodzaj    |
| ------- | --------- | --------- |
| 0465609 | Dolina    | część wsi |
| 0465615 | Pod Lasem | część wsi |

## Historia
Wieś wspomniana była w dokumentach już w 1276 r. i była własnością starosądeckiego klasztoru. Wtedy to ks. Kinga zezwoliła na przeniesienie wsi na prawo niemieckie. Wspominana też u Jana Długosza w Liber beneficjorum... jako Gołkowycze w których był folwark i karczma. W XVI w. doszedł browar i młyn.
Od XVI w. była tutaj siedziba klucza gołkowickiego włości Klarysek starosądeckich.
Wieś w latach 1579–1582 była dzierżawiona przez Prokopa Pieniążka a w 1606 r. przez Sebastiana Lubomirskiego. We wrześniu 1770 r. zajęta została przez wojska austriackie i włączona do Królestwa Węgierskiego, a w 1773 r. do Galicji.
Od 1782 r. stanowiła własność austriackiego skarbu państwa (tzw. Kamery). W latach 1784–1820 osadzono tutaj 37 rodzin niemieckich kolonistów. Zmieniono wówczas nazwę wsi na Gołkowice Niemieckie (Deutsch Golkowitz). Ewangeliccy mieszkańcy należeli do parafii ewangelickiej w Stadłach.
Do 1933 r. była to gmina jednowioskowa. W latach 1933–1954 należała do gminy zbiorowej Stary Sącz-Wieś. W czasie okupacji niemieckiej wieś ponownie zwała się Deutsche Golkowitz. W latach 1955–1972 była siedzibą GRN Gołkowice Dolne. Od 1973 r. jest sołectwem Miasta i Gminy Stary Sącz. W latach 1975–1998 miejscowość administracyjnie należała do województwa nowosądeckiego.
Herb wsi przedstawia na tarczy w polu błękitnym złoty krzyż łaciński nad którym jest złota pięciopałkowa korona. Pod krzyżem skrzyżowane dwie gałązki (laurowe?). Według innej wersji zamiast gałązek są tam kłosy pszenicy „gołki”.
We wsi działa założony 12 lipca 2003 r., kontynuujący tradycje założonego w roku 1960 LZS Gołkowice, klub piłkarski Jaworzynka Gołkowice, występujący w B-klasie grupie nowosądeckiej (stan na sezon 2008/2009).